# Квернхајм
Квернхајм (њем. Quernheim) општина је у њемачкој савезној држави Доња Саксонија. Једно је од 47 општинских средишта округа Дипхолц. Према процјени из 2010. у општини је живјело 447 становника. Посједује регионалну шифру (AGS) 3251029.

## Географски и демографски подаци
Квернхајм се налази у савезној држави Доња Саксонија у округу Дипхолц. Општина се налази на надморској висини од 52 метра. Површина општине износи 6,2 km². У самом мјесту је, према процјени из 2010. године, живјело 447 становника. Просјечна густина становништва износи 72 становника/km².